# Fonolit
Fonolit (echodolit) – wylewna, zasadowa, skała magmowa, niedosycona krzemionką, złożona głównie ze skaleni potasowych i skaleniowców. W składzie mineralnym nie zawiera wolnej krzemionki SiO2 w postaci kwarcu, krystobalitu lub trydymitu. SiO2 występuje jedynie jako składnik innych minerałów, od 44 do 52% w stosunku wagowym.
Mieści się w polu 11 diagramu QAPF skał wulkanicznych.
W klasyfikacji TAS fonolit zajmuje pole Ph (fonolity).
Głównym minerałem jest skaleń potasowy, z innych minerałów występują: plagioklazy, skaleniowce, pirokseny, hornblenda. Minerałami skałotworczymi są: ortoklaz lub mikroklin, albit, skaleniowce, pirokseny, amfibole, biotyt.
Występuje w postaci: kopuł, żył, lakkolitów. Barwa szara, zielonkawa, czasem prawie czarna.
Ma zastosowanie w przemyśle ceramicznym i w budownictwie drogowym, gdzie wykorzystywana jest jako źródło skaleni.